# Poltár
Poltár es la capital del distrito de Poltár en la región de Banská Bystrica, Eslovaquia, con una población estimada a final del año 2024 de 5123 habitantes.
Se encuentra ubicada en el centro de la región, cerca del río Ipoly —un afluente izquierdo del Danubio— y de la frontera con Hungría.

## Demografía
| Año        | 1994 | 2004    | 2014    | 2024     |
| ---------- | ---- | ------- | ------- | -------- |
| Población  | 5960 | 5977    | 5742    | 5123     |
| Diferencia |      | +0,28 % | −3,93 % | −10,78 % |

| Año        | 2023 | 2024    |
| ---------- | ---- | ------- |
| Población  | 5170 | 5123    |
| Diferencia |      | −0,90 % |